# Mercury Phoenix Trust
The Mercury Phoenix Trust é uma fundação criada em 1992 que tem como objetivo combater a AIDS por todo o mundo.
Depois da morte de Freddie Mercury por complicações com a doença em novembro de 1991, os demais membros do Queen juntamente com Jim Beach, produtor do grupo, organizaram o evento The Freddie Mercury Tribute Concert, cujos recursos foram utilizados para financiar a fundação. Desde então está ativa.
Os curadores atuais são: Brian May, Jim Beach, Mary Austin (ex-noiva e principal herdeira da fortuna de Freddie Mercury) e Roger Taylor.